# فرانس هيدبيرغ
فرانس هيدبيرغ (بالسويدية: Frans Hedberg)‏ (و. 1828 – 1908 م) هو مترجم، وكاتب، وممثل، وشاعر سويدي، توفي عن عمر يناهز 80 عاماً.

## روابط خارجية
- فرانس هيدبيرغ على موقع ميوزك برينز (الإنجليزية)
- فرانس هيدبيرغ على موقع قاعدة بيانات الأفلام السويدية (السويدية)